# Établissement rural de Talda
L'établissement rural de Talda (en russe : Талдинское се́льское поселе́ние, en altaï méridional : Талдуныҥ јурт јеезези) est une entité municipale russe du raïon d'Oust-Koksa dans la république de l'Altaï. Son centre administratif est le village de Talda, et sa population s'élevait à 1 111 habitants en 2023.

## Géographie
L'établissement rural se situe dans le raïon d'Oust-Koksa, un des dix raïons de la république de l'Altaï, en Sibérie. Il est un des neuf établissements ruraux du raïon d'Oust-Koksa. Son centre administratif est le village de Talda,.

## Histoire et statut
À l'époque soviétique, l'établissement rural était un conseil de village (selsoviet). Mais en 1995, le conseil de village a été transformé en administration rurale. Le 13 janvier 2005, à la suite de la réforme municipale, l'administration rurale a été transformée en établissement rural.

## Population
Recensements (*) et estimations de la population,:
| 2010* | 2021* | 2023  | - |
| ----- | ----- | ----- | - |
| 1 318 | 1 144 | 1 111 | - |

## Localités
L'établissement rural compte 3 localités,.
| Nom      | Nom russe | Statut    | Population Recensement 2021 |
| -------- | --------- | --------- | --------------------------- |
| Soïouzar | Соузар    | possiolok | 20                          |
| Sougach  | Сугаш     | village   | 493                         |
| Talda    | Талда     | village   | 631                         |